# NetBIOS
NetBIOS，為網路基本輸入輸出系統（英語：Network Basic Input/Output System）的縮寫，它提供了OSI模型中的會話層服務，讓在不同電腦上運行的不同程式，可以在區域網路中，互相連線，以及分享資料。嚴格來說，NetBIOS不是一種網路協定，而是应用程序接口（API）。較古老的作業系統，使用IEEE 802.2與IPX/SPX協定，可以使用NetBIOS Frames協定或NetBIOS over IPX/SPX協定來運作。現代作業系統，多數都使用TCP/IP協定，則可透過NetBIOS over TCP/IP協定來相互通訊。

## 歷史
IBM在區域網路中，為他們的大型主機開發了IBM系統網路架構（SNA）。但這套系統過於複雜，不適用於個人電腦，IBM雇用了Sytek Inc，為他們開發新的IBM PC Network，適用於個人電腦組成的區域網路。
1983年，Sytek Inc開發了一套軟體API，使用在IBM PC Network區域網路中。
1984年，IBM授權開放這套標準的API給外界使用，用來與IBM電腦進行網路連結。
1985年，IBM開發令牌環（token ring）網路，為了讓舊有使用NetBIOS API的軟體能在新的網路架構上運作，建立了NetBIOS模擬器，這個模擬器被稱為NetBIOS延伸使用者界面（NetBIOS Extended User Interface, NetBEUI），擴展了原有的 NetBIOS API。同時，也制定了NetBIOS Frames協定，讓NetBEUI能夠在token ring網路上提供服務，特別是在IEEE 802.2 LLC層。
1986年，Novell發表NetWare 2.0，將NetBIOS實作在其中。Novell讓NetBIOS運作在IPX/SPX協定上，提出了NetBIOS over IPX/SPX協定。
1987年，出現將NetBIOS封裝為TCP與UDP封包的技術，IETF隨後發布RFC 1001與RFC 1002，將它制定為標準，這套標準被稱為NetBIOS over TCP/IP，簡稱為NBT。在PS/2電腦上市之後，IBM釋出了PC LAN支援程式，在其中包括了NetBIOS驅動程式。

## 內容
NetBIOS提供了三種軟體服務：
- 名稱服務，包括名稱登錄與名稱解析
- 資料包服務
- 會話服務